# فاراش
فاراش هي مدينة من مدن أوكرانيا. يبلغ عدد سكانها 41,900 نسمة وذلك حسب إحصائيات سنة 2015. تبلغ مساحتها 11,3 كم².

## معرض صور

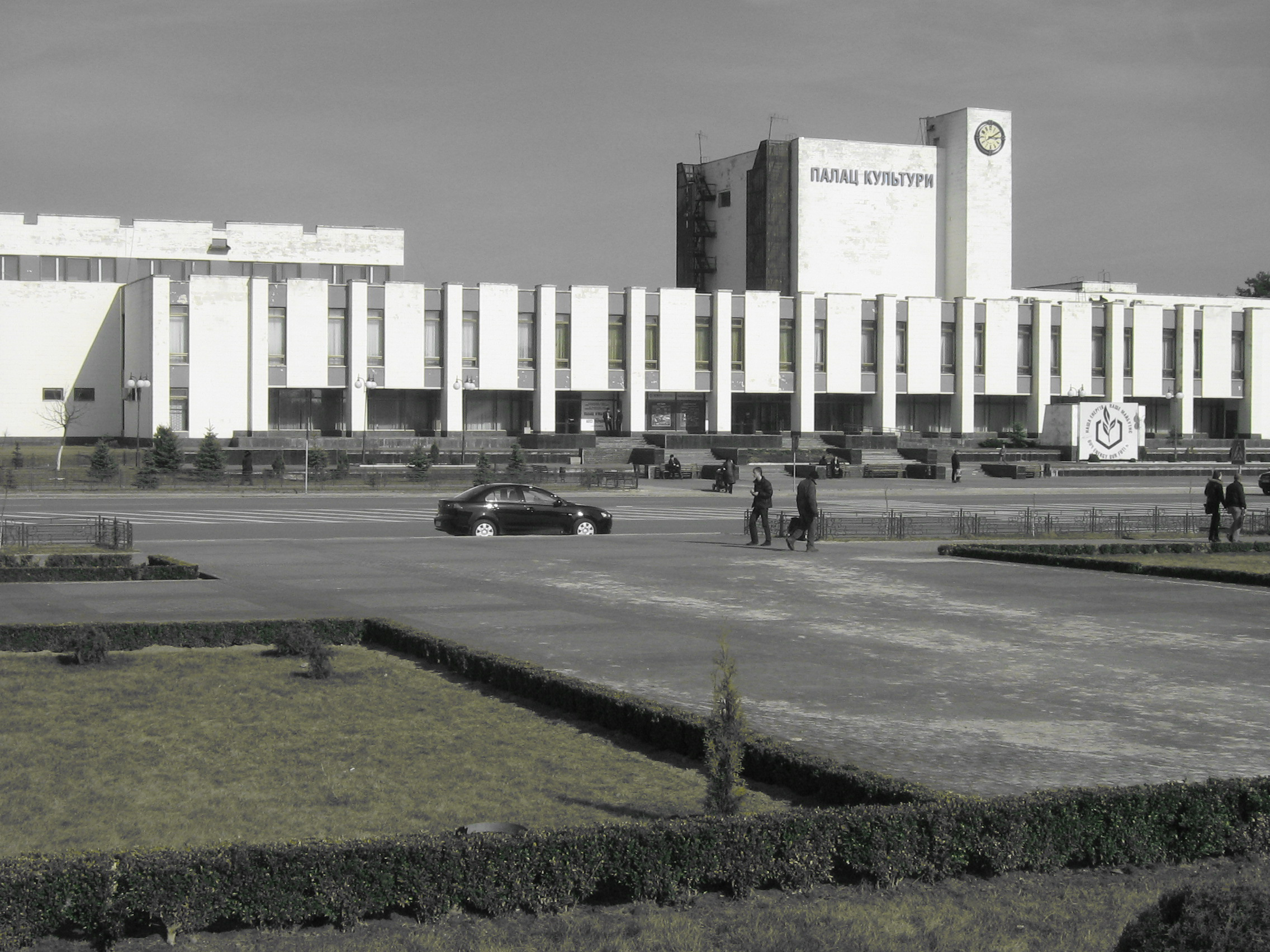
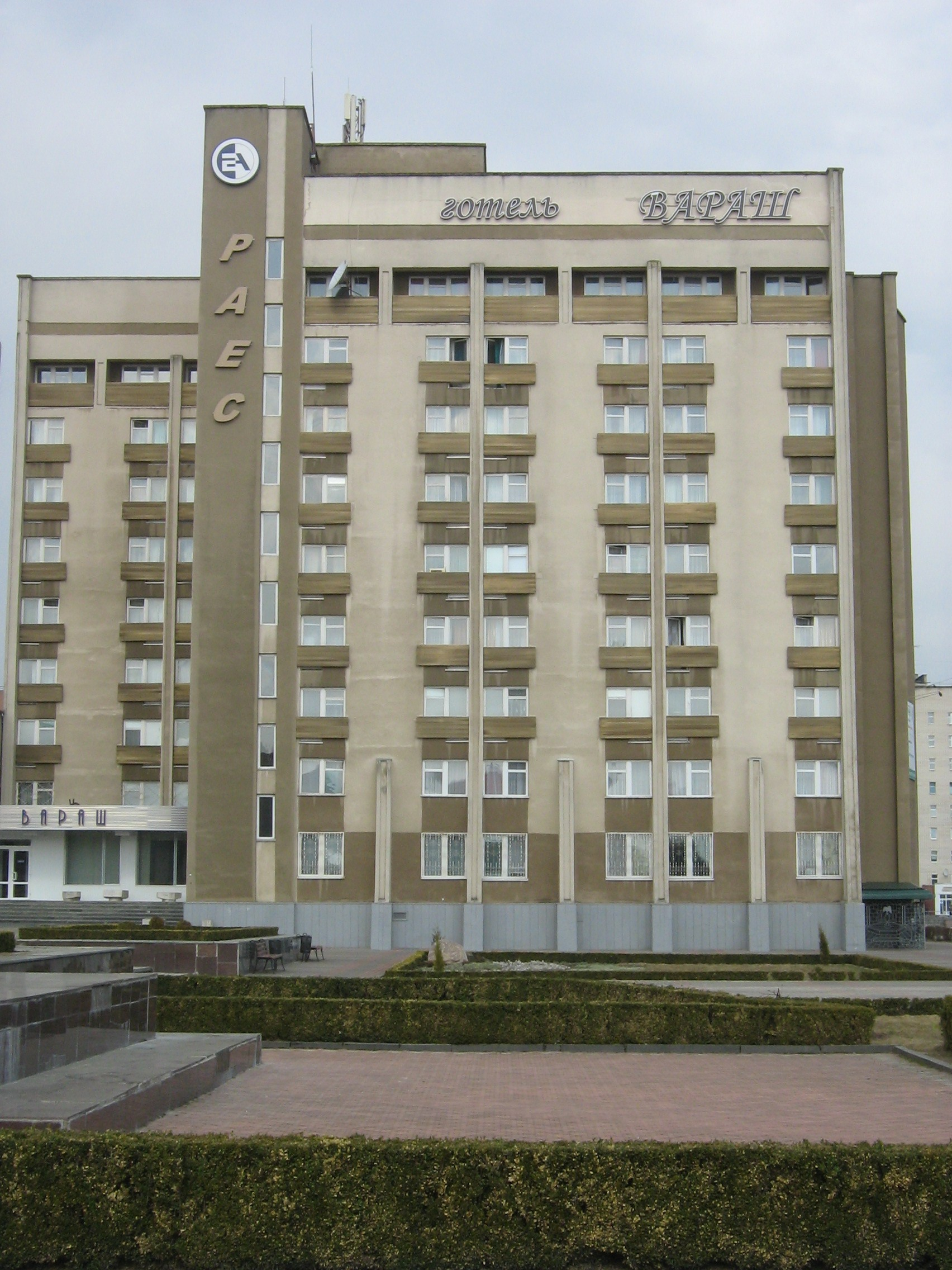
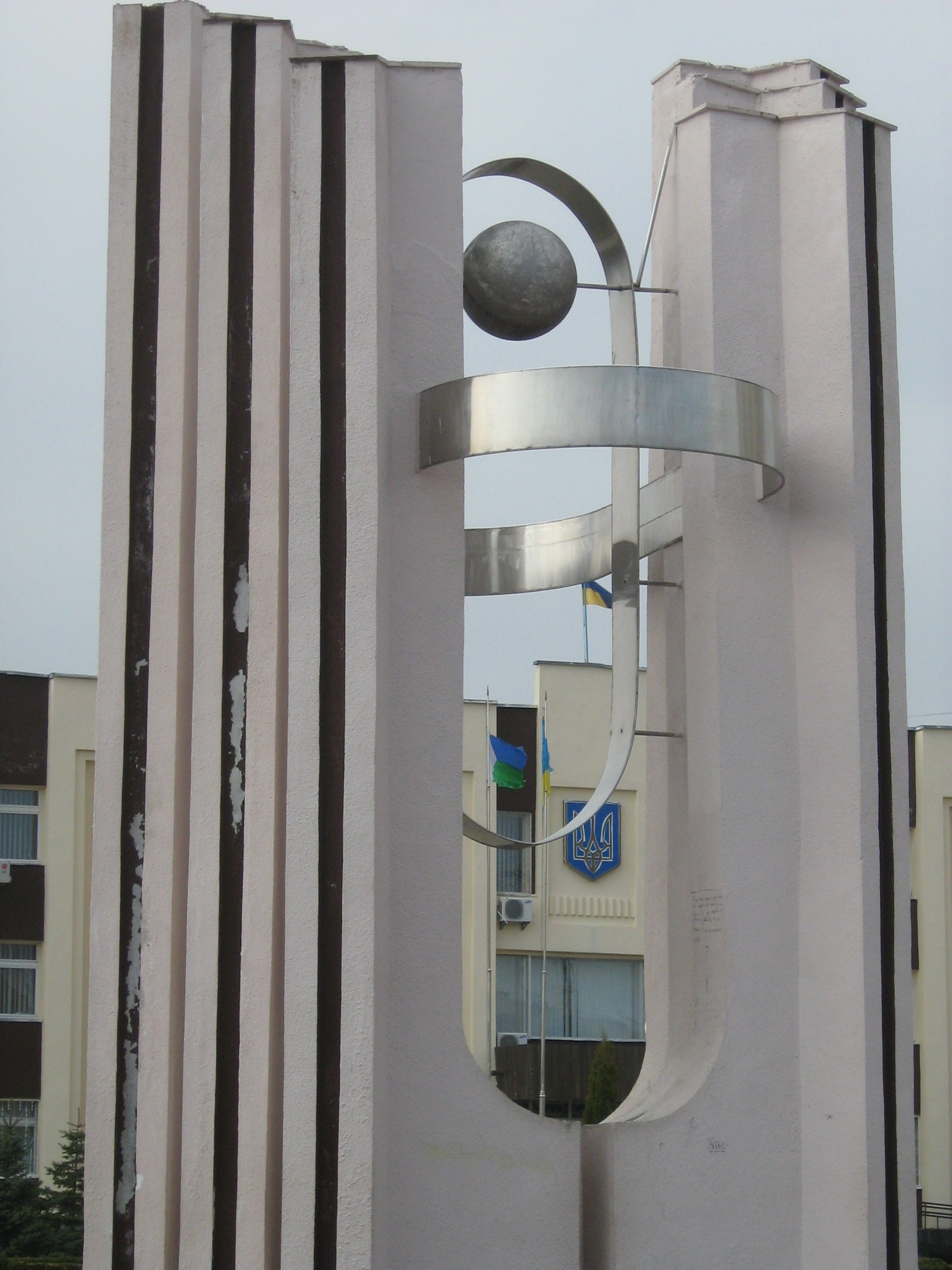
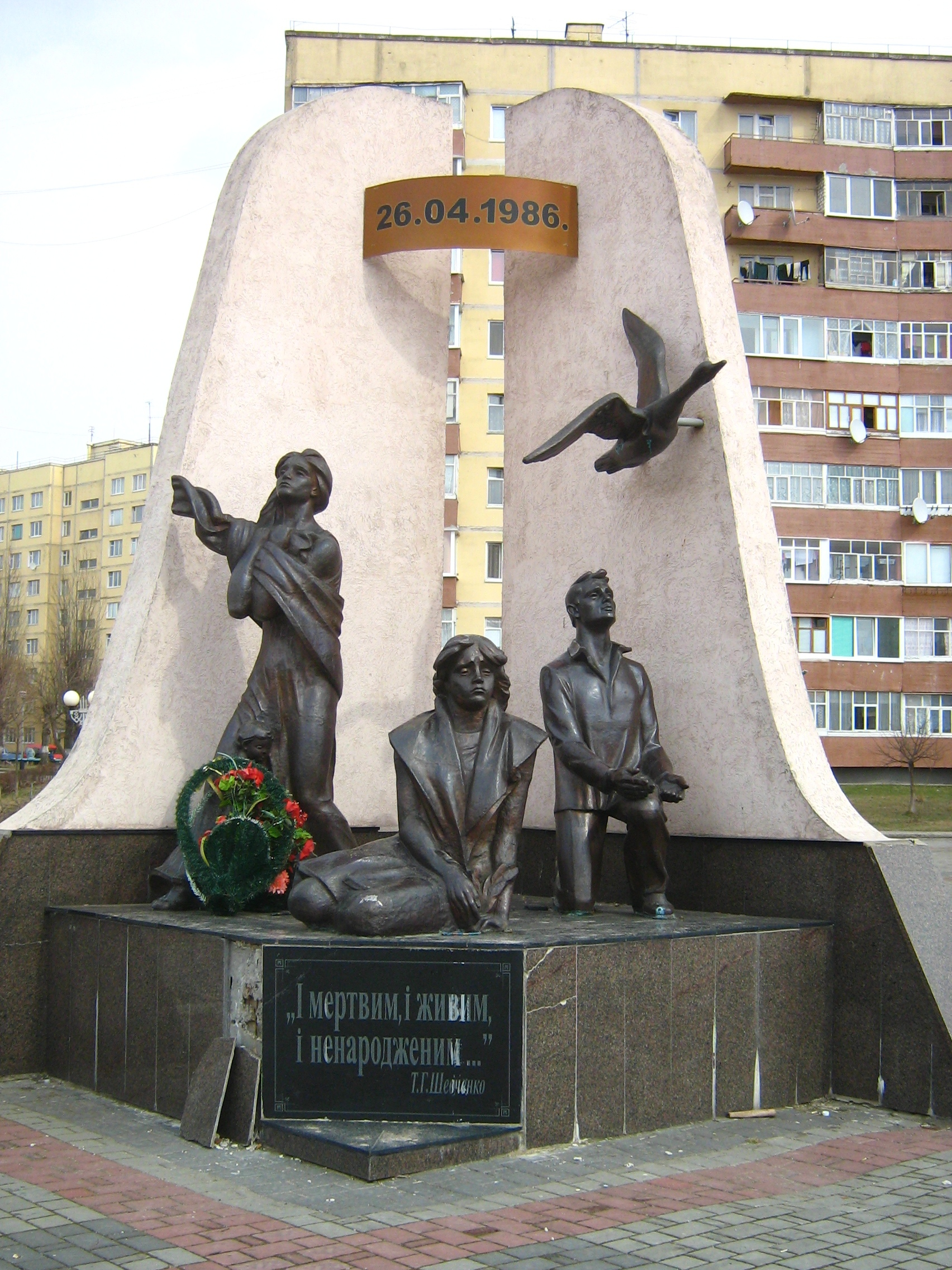
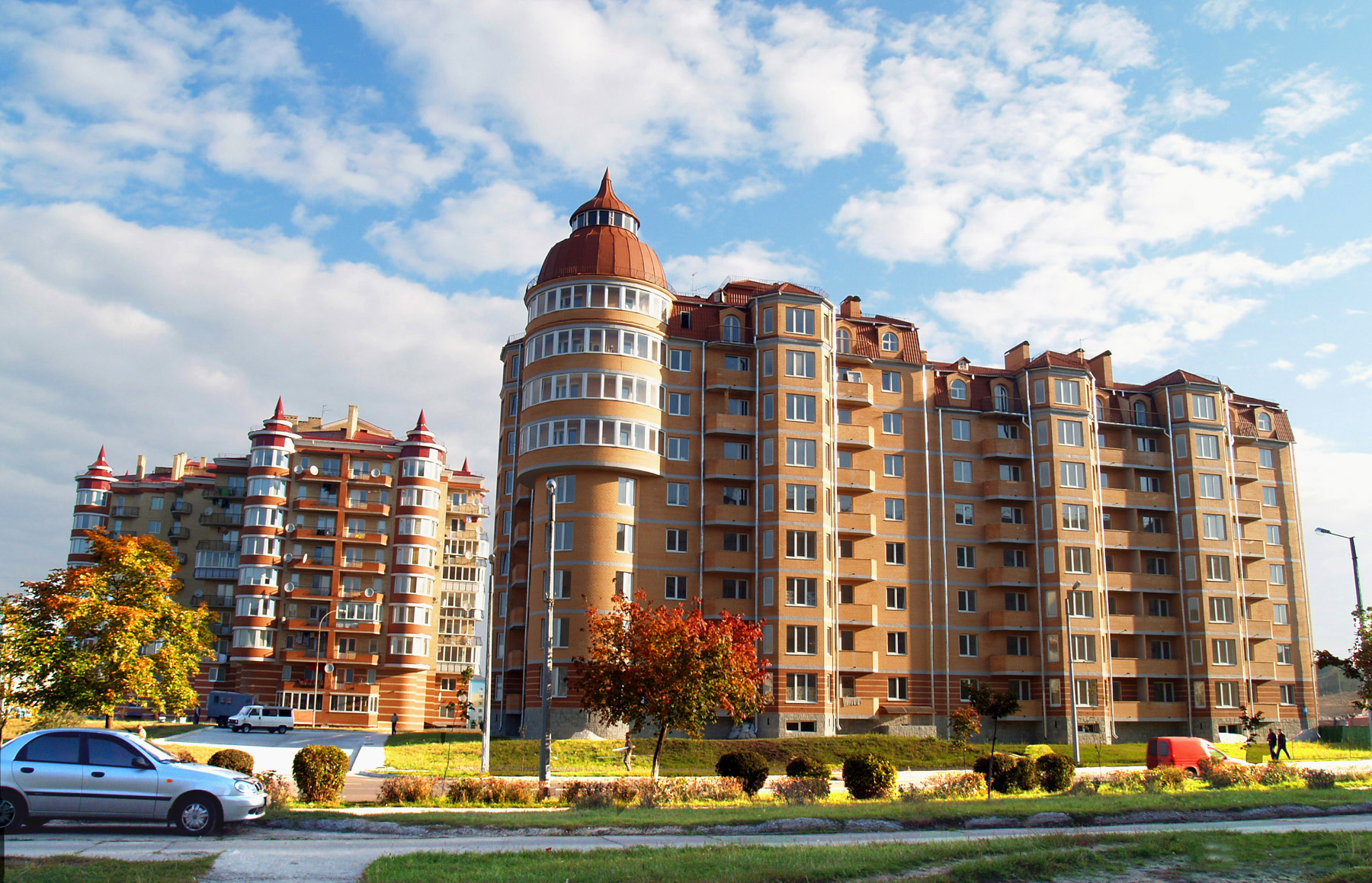